# Christoph Schweizer
Christoph Schweizer em 2014.
Christoph Schweizer, nascido em 4 de março de 1986 em Aachen, é um ciclista alemão. O seu irmão Michael é igualmente corredor ciclista.

## Palmarés em estrada

### Por ano
- 2012
  - 2. ª etapa do Tour of Leinster Two Day
  - 2. ª etapa das Portaferry Three Day
  - Rund um die Burg
  - 2.º dos Portaferry Three Day
- 2013
  - 1.ª etapa da Tour do Azerbaijão
- 2015
  - Rund um die Kö

### Classificações mundiais
| Ano             | 2008   | 2009 | 2010 | 2011 | 2012 | 2013   | 2014  | 2015 | 2016 | 2017  |
| UCI Europe Tour | 1 139. |      |      |      |      | 673.º  | 747.º |      |      | 1 798 |
| UCI Asia Tour   |        |      |      |      |      | 242.º. | 162.º |      |      |       |

## Palmarés em pista

### Campeonato Europeu
- 2017
  -  Medalha de prata de corrida por trás de derny
- 2019
  -  Medalha de prata do meio-fundo

### Campeonatos nacionais
- 2019
  - 2.º do campeonato da Alemanha por trás de derny